# سینان آکداگ
سینان آکداگ (انگلیسی: Sinan Akdag؛ زادهٔ ۵ نوامبر ۱۹۸۹) بازیکن هاکی روی یخ اهل آلمان است.